# Règle de Hückel
Pour les articles homonymes, voir Hückel.
En chimie, la règle de Hückel s'exprime ainsi :

« Un hydrocarbure est aromatique s'il est plan et s'il possède 4n + 2 électrons délocalisables dans un système cyclique (où n est un entier naturel quelconque). À titre d'exemple, le benzène qui comporte un seul cycle et 6 électrons délocalisés est un aromatique, de même que les annulènes. »

La règle de Hückel est le critère d'aromaticité. C’est-à-dire qu'il est (de manière générale) nécessaire que la règle de Hückel soit respectée pour qu'un annulène (molécule ou ion ne possédant que des carbones insaturés (hybridés sp2)) soit dit aromatique.
La règle est basée sur les calculs des orbitales moléculaires par la méthode de Hückel développée par le physico-chimiste Erich Hückel en 1931. L'expression en fonction de 4n + 2 électrons est attribuée au chimiste organicien William Doering en 1951.
Cette règle ne s'applique pas pour tous les composés polycycliques avec des cycles accolés. Par exemple, le pyrène comporte 16 électrons délocalisés sur 4 cycles (il ne respecte donc pas la règle des 4n + 2 électrons) et est aromatique. De même, le coronène est aromatique et possède 24 électrons délocalisés.
Les molécules aromatiques sont plus stables que prédites à partir des enthalpies d'hydrogénation des alcènes simples. La stabilité additionnelle est due à la délocalisation des électrons dite la mésomérie. Les critères pour des aromatiques simples sont:
1. la molécule doit posséder 4n + 2 électrons dans un système conjugué d'orbitales p, normalement aux atomes avec hybridation sp2, mais parfois sp ;
2. la molécule doit être (à peu près) plane, avec des orbitales à peu près parallèles et capable d'interagir et former un système conjugué ;
3. la molécule doit être cyclique (et non linéaire) ;
4. la molécule doit posséder un anneau continu des orbitales atomiques p, sans atome sp3 dans l'anneau. Les orbitales p hors-cycle ne comptent pas.

## Hydrocarbures monocycliques
La règle peut être employée pour comprendre la stabilité des hydrocarbures monocycliques pleinement conjugués (dits annulènes), ainsi que leurs cations et leurs anions.
L'exemple le mieux connu est le benzène (C6H6) avec un système conjugué de six électrons pi, ce qui égale 4n + 2 si n = 1. La molécule démontre une forte tendance à subir les réactions de substitution qui conservent le système de six électrons pi, plutôt que les réactions d'addition qui le détruiraient. La stabilité de ce système d'électrons pi est dite l'aromaticité.
L'anion cyclopentadienyl (C5H5−) avec six électrons pi est bien plus stable que soit le radical neutre cyclopentadienyl avec cinq électrons pi, soit son cation avec quatre. De même le cation tropylium (C7H7+) possède six électrons pi, ce qui explique qu'il est plus stable que soit le radical cycloheptatrienyl radical (C7H7•) soit son anion. Parcontre l'anion (C7H7−) avec huit électrons pi n'est pas aromatique et alors le cycloheptatriène est très peu acide.(pKa = 37) Le cation cyclopropényl (C3H3+) est exemple d'un système à 2 électrons pi (n = 0) qui est stabilisé par rapport au système ouvert, malgré la tension de cycle due aux angles de liaison de 60°.
Les molécules planes en anneau avec 4n électrons π n'obéissent pas à la règle de Hückel, et la théorie prévoit qu'elles sont moins instables et possèdent des états fondamentaux triplets avec deux électrons non appariés. En pratique ces molécules subissent des déformations de la géométrie polygonale régulière. Par exemple le cyclobutadiène (C4H4) avec quatre électrons π n'est stable qu'aux températures inférieures à 35 K, et sa géométrie est rectangulaire plutôt que carrée. Le cyclooctatétraène (C8H8) avec huit électrons π possèdent une structure non-plane en forme de baignoire. Cependant le dianion cyclooctatétraénure C8H82− avec dix électrons π obéit la règle 4n + 2 pour n = 2 cet ion est plan. Aussi on croit que le dérivé 1,4-dimethyl du dication, avec six électrons π, est plan et aromatique. L'anion cyclooctatétraénure (C9H9−) est le plus grand annulène monocyclique qui est plan et aromatique. Ses angles de liaison (140°) sont assez différentes des angles idéales de 120°. Les anneaux plus grands possèdent des liaisons trans pour éviter la tension de cycle accrue. Cependant les anneaux de 10 à 14 carbones subissent tous une tension transannulaire importante, de sorte qu'ils sont soit nonaromatiques soit peu aromatiques.

(18)Annulène

Par contre le [18]annulène, avec n = 4 et alors 4n + 2 = 18 électrons π, possède un anneau assez grand pour accommoder 6 des 18 électrons à l'intérieur de l'anneau dans une configuration plane avec 3 liaisons doubles cis et 6 trans. Il est une molécule stable conforme à la règle de Hückel, dont la synthèse est effectuée en 1988. Les données thermodynamiques, les déplacements chimiques de la résonance magnétique nucléaire (RMN) et les longueurs de liaison presqu'égales indiquent tous une aromaticité importante au [18]annulène.

## Hydrocarbures polycycliques
La règle de Hückel n'est pas valable pour nombreuses molécules à plus qu'un anneau. Par exemple, le pyrène contient 16 électrons pi (8 liaisons) dans son système conjugué, et le coronène contient 24 électrons pi (12 liaisons). Ces molécules polycycliques sont toutes les deux aromatiques, bien qu'elles ne satisfont pas la règle de 4n + 2. En effet la preuve théorique de la règle n'est valable que pour les molécules d'un seul anneau.